# Агасси, Джозеф
Джо́зеф (Йосе́ф) Ага́сси (ивр. יוסף אגסי‎, англ. Joseph Agassi; 7 мая 1927, Иерусалим — 22 января 2023, Герцлия, Тель-Авивский округ) — израильский учёный в области логики, методологии, философии.

## Биография
Окончил Еврейский университет в 1952 году и Лондонский университет в 1956 году, получив степень доктора. Преподавал в Лондонской школе экономики и политических наук, где ассистировал Карлу Попперу, который и оказал на Агасси наибольшее влияние. С 1960 по 1963 год возглавлял отделение философии в университете Гонконга, затем был профессором Иллинойсского университета, университета в Бостоне. С 1971 года — профессор Тель-Авивского университета, а с 1984 года одновременно и профессор Йоркского университета в Торонто.
Был женат на внучке Мартина Бубера — Джудит Бубер с 1949 года. От этого брака родилось двое детей — Аарон и Тирца, последняя умерла от рака в марте 2008 года. Образ маленькой Тирцы часто использовался Поппером в его крылатой фразе «Пиши это для Тирцы» (англ. «Write it for Tirzah!»), чтобы объяснить Агасси своё мнение относительно того, насколько понятен должен быть язык написанного. Впоследствии, однако, их отношения с Поппером разладились.
Скончался 22 января 2023 года.

## Философия
Изыскания Агасси основываются на мысли о том, что без рациональности философия — ничто. Он исследовал рациональную составляющую своих излюбленных сфер науки, метафизики, демократической политики.
Будучи сторонником философии Поппера (с некоторыми вариациями), Агасси игнорировал многие проблемы, волнующие философов науки, и, прежде всего, проблему выбора теории. Проблемы же философии технологии, в первую очередь, проблема выбора научных теорий и идей, стоящих применения, напротив, увлекали его.

## Политическая психология
Придерживаясь линии политической философии Поппера, Агасси говорил о том, что все существующие ныне школы мысли пренебрегают одной из крупнейших проблем этики, а именно — моральными регуляторами и временем их применения. Согласно его идеям, чем порядочнее люди, тем гораздо активнее они используют эти регуляторы. К примеру, немецкий народ потерял их в тот момент, когда нацистские правители показали своё истинное лицо.
Помимо этого, Агасси считал, что на сегодняшний день демократия — одна из совершеннейших форм правления, причем неважно, какие проблемы стоят перед обществом в данный временной промежуток, она всё равно останется оптимальной.
Его труды также продолжили изыскания Поппера в области методологии критического рационализма, более того существенно их развили. По его словам, рационализм дает возможность проверять и уравновешивать различного рода проблемы демократии. Использованный им термин «бутстрапирование» (англ. bootstrapping), означает подход к проблемам методологии критического рационализма. Предлагаются решения этих проблем, пути их устранения. Сам Агасси признавал, что и столь любимая им демократия не застрахована от ошибок и что в ряде случаев эти ошибки могут привести к гибели, как в Германии в 1933 году. Тем не менее, по его мнению, именно демократия имеет больше всего шансов на успех. В частности, в глобальной политике она обладает наилучшей процедурой восстановления, исправления ошибок, которая находит своё отражение в задачах демократических институтов.

## Глобальная политика
Агасси широко рассматривал глобальную политику и методологию её осуществления, которую можно охарактеризовать как систематическую. С этой точки зрения его требования для тех, кто занимается ею, выглядит совсем минималистичными: самые малые изменения могут привести к полномасштабным изменениям в дальнейшей перспективе. Глобальные проблемы он предлагает выносить на общественное обсуждение на различных форумах, чтобы мог быть достигнут компромисс. Наиболее важные проблемы должны решаться определённым числом участников.